# Lazarus Hilfswerk
Das Lazarus Hilfswerk in Deutschland e. V. (LHW) ist eine christliche, gemeinnützige Hilfs- und Sanitätsorganisation der Freien Wohlfahrtspflege, die 1973 von Mitgliedern des Lazarus-Ordens gegründet wurde.

## Geschichte
Begonnen hat das Lazarus Hilfswerk mit der Durchführung von Behindertenfahrdiensten in Köln, dem damaligen Kreis Köln, Düsseldorf und Kreis Euskirchen, später in weiteren Bundesländern. Anfang der 1980er Jahre wurde der Arbeitsschwerpunkt um die internationale humanitäre Auslandshilfe und zusätzliche ambulante Dienste erweitert. In den 1990er Jahren eröffnete das LHW seine ersten stationären Pflegeeinrichtungen (St. Lazarus-Häuser in Krefeld-Hüls und Wuppertal), weitere Häuser folgten u. a. in Köln und Bergheim.
Die Präambel der Gründungssatzung besagte: „In einer vorrangig am Leistungsprinzip orientierten Gesellschaft ist der alte, behinderte und kranke Mensch vielfach ein Außenstehender. Diese Tatsache ist für uns Anlass, die historischen Aufgaben und Ziele des Militärischen und Hospitalischen Ordens des Heiligen Lazarus von Jerusalem, genannt LAZARUS Orden, in einer den aktuellen Verhältnissen angepassten Form zum Wohle der sozial Schwachen, die der humanitären Hilfe bedürfen, fortzusetzen.“ Das Wirken begann in der Region  Köln und damaligen Kreis Köln, in welcher das Hilfswerk heute Einrichtungen der Altenpflege, Tagespflege, und Kindertagesstätten betreibt. War die Organisation zuerst im regionalen Umfeld und gemäß den bisherigen Aktivitäten von Gründungsmitgliedern im Bereich des Behindertenfahrdienstes (MTM) tätig, so kamen bald weitere Arbeitsfelder in der freien Wohlfahrtspflege hinzu: Ambulante Pflegedienste, Essen auf Rädern, Errichtung und Betrieb von Einrichtungen des Betreuten Wohnens mit Seniorentreffs und von Pflegeheimen (St. Lazarus-Häuser), aber auch Maßnahmen der Sozialpädagogischen Familien- und Jugendhilfe sowie dazugehörige Aus- und Fortbildungsmaßnahmen dazu. Zu diesen Aufgaben gehörte der Einsatz junger ehrenamtlicher Helfer bei der Betreuung älterer oder behinderter Menschen bei kirchlichen Großveranstaltungen wie Deutschen Evangelischen Kirchentagen, Katholikentagen oder der Behindertenbetreuung während Pilgerreisen des Papstes in Deutschland, aber auch im benachbarten Ausland. Das LHW war seit seiner Gründung eine anerkannte Beschäftigungsstelle für den Zivildienst, heute für den Bundesfreiwilligendienst.
In Anerkennung des erfolgreichen Wirkens des Hilfswerkes beschloss das Großmagisterium des St. Lazarus-Ordens die institutionelle Einbindung des Hilfswerkes in die internationale Ordensstruktur. Durch großmeisterliches Dekret wurde für das LHW die übernationale selbständige Jurisdiktion „Humanitäre Großpriorat Europa (Lazarus-Hilfswerk) - GPEU - “ errichtet, der seitdem alle LHW-Gründungsmitglieder des Ordens angehören. Der Lazarus-Orden wickelte seit Ende der 70er Jahre alle internationalen Hilfsprojekte über das LHW als seinen „karitativen Arm“ ab.
Jüngstes Projekt war die Errichtung von Kombinationseinrichtungen bestehend aus Kindertagesstätte und Seniorentagespflege. Am 1. August 2014 öffnete diese Modelleinrichtung in Bergheim ihre Türen. Hier gestalten Kinder und ältere Menschen ihren Alltag gemeinsam unter einem Dach.

## Struktur und Organisation
Es ist dem Paritätischen Wohlfahrtsverband angeschlossen. In den Einrichtungen arbeiten heute ca. 700 Mitarbeiter. Der Jahresumsatz beträgt lt. Eigenangaben 15,5 Mio. Euro.
Sitz der Organisation ist Köln, die Bundesgeschäftsstelle befindet sich im Kölner Umland in Hürth.
Langjährige Ehrenvorsitzende war Katharina („Käthe“) Kraemer (1922–2006), die zusammen mit ihrem Mann, dem Generalkonsul von Malta Paul R. Kraemer (1916–2007), Erbkomtur der Erbkommende Rheinland des Lazarus-Ritterordens, das Lazarus Hilfswerk intensiv gefördert hatte.
Die Geschicke des LHW leitet ein ehrenamtlich tätiger Vorstand, dem aktuell Björn Petermann (Vorsitzender), Rüdiger Kressmann und Jens-Christian Pokolm (stv. Vorstandsvorsitzender) angehören.

## Internationale humanitäre Einsätze
Im Rahmen der humanitären Auslandshilfe initiierte Lazarus ab 1980 in Ländern des ehemaligen Ostblocks den Aufbau von sozialen Einrichtungen (Ausbildungsstätten für Soziale Berufe, Sozialstationen und Fahrdienste für Behinderte, Essen auf Rädern und Armenküchen). Unterstützt durch Ordensmitglieder führe das LHW seit 1980 jahrzehntelang Humanitäre Hilfstransporte für Polen, Russland (für St. Petersburg, Moskau und Nowgorod), Ungarn, Kroatien, Litauen, Serbien, Rumänien, Inguschetien, Mazedonien und errichtete in Ungarn eine Schulungsstätte für soziale Berufe sowie ambulante Dienste.
In Polen wurde über den Krakauer Erzbischof Kardinal Franciszek Macharski EGCLJ eine enge Zusammenarbeit mit der Karitativen Kommission der Polnischen Bischofskonferenz (Komisja Caritatywna Episkopatu Polski - KCEP) vereinbart. Die Zusammenarbeit mit ihrem damaligen Vorsitzenden, dem Kattowitzer Weihbischof Czesław Domin erwies sich als ausgesprochen hilfreich.
Papst Johannes Paul II lud wiederholt eine Delegation des LHW und die aktiven Ordensmitglieder zu einer Privataudienz nach Castel Gandolfo und in den Vatikan ein und bedankte sich für den jahrelangen selbstlosen und erfolgreichen Hilfseinsatz. Bis heute unterstützen LHW und das Humanitäre Grosspriorat Europa des Lazarusorden den weiteren Ausbau des Netzes der Lazarus-Sozialstationen, in Ermland/Masuren, der ambulanten häusliche Krankenpflege und ambulanten Hospizdienste. Eine institutionelle Zusammenarbeit mit der Deutsch-Polnischen Arbeitsgemeinschaft kommunalpolitischer Partnerschaft (AKP) fördert diese Ausbaupläne. Als anerkannte europäische NGO (EU-Kommission, ECHO, Staatskanzlei NW, Auswärtiges Amt und ADH-Partner) erfuhren viele internationalen Hilfseinsätze institutionelle Förderung – Alle Projekte konnten jeweils erfolgreich und ohne Beanstandungen abgewickelt werden.
In Kostroma (Russland) bauten LHW-Helfer auf Bitten der Staatskanzlei NW eine Satellitenstation für ein Ausbildungszentrum auf.
Nach dem Tsunami von 2004 half das Lazarus-Hilfswerk mit internationaler Unterstützung des Lazarus-Ordens und als Partnerorganisation der Aktion Deutschland hilft (ADH) insbesondere auf der Insel Nias (Indonesien) erfolgreich bei der Soforthilfe und in kürzester Zeit bei mehreren Aufbauprojekten.